# Enrico Poggi
Pour les articles homonymes, voir Poggi.
Enrico Poggi (né le 24 juillet 1812 à Florence – mort le 14 février 1890 à Florence) est un magistrat et homme politique italien, sénateur de la gauche unitaire historique.

## Biographie
Magistrat, puis ministre de la Justice du Grand-duché de Toscane, Enrico Poggi a fait partie du bureau institutionnel dans le gouvernement provisoire de la Toscane qui a proclamé l'annexion de la province au royaume de Sardaigne.
Plus tard, il fut ministre chargé des affaires ecclésiastiques dans le gouvernement formé le 3 mars 1862 par Urbano Rattazzi, alors ministre des Affaires étrangères du royaume d'Italie ; il démissionna le 1er avril 1862 puis il occupa le poste de premier président honoraire de la Cour de cassation de Gênes.

## Famille
Enrico Poggi est le frère de l'architecte et ingénieur Giuseppe Poggi appelé au Risanamento de Florence en 1865.

## Décorations
- Grand officier de l'Ordre des Saints-Maurice-et-Lazare
- Commandeur de l'Ordre des Saints-Maurice-et-Lazare
- Grand officier de l'Ordre de la Couronne d'Italie
- Commandeur de l'Ordre de la Couronne d'Italie
- Gran Croce de l'Ordre de la Couronne d'Italie